# Зайфгеннерсдорф
Зайфгеннерсдорф (нім. Seifhennersdorf) — місто в Німеччині, розташоване в землі Саксонія. Входить до складу району Герліц.
Площа — 19,13 км2. Населення становить 3622 ос. (станом на 31 грудня 2020).